# Окунев, Григорий Александрович
 Григорий Александрович Окунев  (25 января 1787 Тверская губерния Российская империя — 3 января 1839 Епифанский уезд Российская империя) — полковник, участник Отечественной войны 1812 года.

## Биография
Родился 25 января 1787 года в Тверской губернии. Сын тайного советника Александра Гавриловича и Татьяны Александровны (урождённой Хрущевой). 21 октября 1803 года поступил актуариусом в коллегию иностранных дел. В 1807 году по выдержании экзамена назначен переводчиком. 7 декабря 1808 года переведен в Кавалергардский полк эст-юнкером. 9 октября 1809 года произведен в корнеты. В Отечественную войну 1812 года Окунев находился в отряде графа Витгенштейна, исполняя обязанности адъютанта сводного кирасирского полка. 6 августа под Полоцком он, вслед за майором Семекой, вскочил на неприятельскую батарею, но, заметив, что конногвардейский эскадрон далеко пронесся к городу, он под картечными выстрелами на мосту трубил аппель для собрания оного.
За этот подвиг Окунев был награждён золотой шпагой. 6 октября под Полоцком он при второй атаке получил несколько ран в голову палашами, и награждён орденом святого Владимира 4 степени. В делах при Чашниках (19 и 31 октября), Смолянках (1 ноября), и Любомле (2 ноября) находился при графе Витгенштейне и за отличие произведен в штабс-ротмистры. В январе 1813 года Окунев был послан графом Витгенштейном с донесениями к Государю, но заболел в Штаргарте и отправился в госпиталь в Эльбинге. Кампании 1813—1813 гг Окунев проделал в рядах кавалергардов и награждён за Кульм орденом святой Анны 3 степени, а за Шампенуаз тем же орденом 2 степени.
14 января 1813 года произведен в поручики, а 20 февраля того же года за отличие в штабс-ротмистры. В 1814 году назначен шефским адъютантом к Ф. П. Уварову. 16 января 1816 года произведен в ротмистры, а 22 мая отчислен в строй. 26 мая 1817 года уволен со службы за ранами в звании полковника с мундиром и полным пенсионом. Скончался 3 января 1839 года в селе Вадбольское Епифанского уезда.

## Награды
- Золотое оружие «За храбрость»
- Орден Святого Владимира 4-й ст.
- Орден Святой Анны 3-й ст.
- Орден Святой Анны 2-й ст.